# 2024年イギリス総選挙
2024年イギリス総選挙（2024ねんイギリスそうせんきょ、英語: 2024 United Kingdom general election）は、2024年7月4日にイギリスで行われた議会（庶民院）議員の総選挙である。

## 概要
この総選挙は、イギリスで初めて物理的な有権者の身分証明書が投票の法的要件となる総選挙となる。また、チャールズ3世の在位下で行われる最初の総選挙かつ、第二次世界大戦中であった1945年総選挙以来にして、戦後初となる7月施行の総選挙でもある。
2011年議会任期固定法に基づいて2024年5月2日に行われる予定であった。しかし、2019年の総選挙において、保守党が「国が断固たる行動を必要としていたにもかかわらず国政がマヒ状態に陥った」として議会任期固定法の廃止を公約のひとつに掲げ、労働党に80議席差をつけ勝利。
2020年にジョンソン政権は固定法の廃止に関する法案を発表し、2022年議会解散・召集法として可決、施行された。これにより、固定法制定前と同様に首相の助言で議会を解散できるようになった。なお、同法第4条では「早期解散がなければ、総選挙後に最初の議会が開かれてから5年後に、議会は自動的に解散される」と規定されている。
選挙管理委員会は、下院議員の任期は5年のため、2019年選出の議会は遅くとも2024年12月17日までに解散され、次の総選挙が2025年1月28日までに実施されねばならないとした。
そのため、秋の総選挙になるかと広く思われていたところ、2023年12月18日にスナク首相は記者団の取材に対して次の総選挙は2025年1月ではなく2024年に行われるだろうと述べ、1月4日には総選挙の時期が2024年後半になる可能性があるとした。2024年5月22日、多くの憶測が飛び交う中でスナク首相は総選挙を7月4日に行うと発表、解散総選挙を発表。予想外に早い総選挙に踏み切ったことは、保守党内を含めて大勢を驚かせた。同じ5月22日に発表されたインフレ指標が過去3年近くで最も低かったことや、市場予想よりも力強く景気後退（リセッション）を脱却したことを背景にした決断だったのではないかとの見方がある。約1週間後の5月30日に下院が解散され選挙戦が始まったものの、解散発表直後、保守党関係者らが総選挙の時期をめぐる賭博に金銭を賭けていたことが相次いで発覚し、保守党の支持率は回復することはなかった。
2024年7月5日、選挙の結果、労働党が地滑り的勝利を収めて2010年以来14年ぶりに与党の座に返り咲いた。

## 選挙データ

### 内閣
- 選挙時：スナク内閣（第79代）
  - 首相：リシ・スナク（保守党党首）
  - 与党：保守党

- 選挙後：スターマー内閣（第80代）
  - 首相：キア・スターマー（労働党党首）
  - 与党：労働党

### 解散日・公示日
- 2024年5月30日

### 投票日
- 2024年7月4日

### 改選数
- 650

### 選挙制度
- 単純小選挙区制

#### 投票方法
秘密投票、単記投票、1票制

#### 選挙権
18歳以上のイギリス国籍を有する男女、および英連邦市民、アイルランド共和国市民で一定の欠格要件（刑務所に服役中など）に該当しない市民で、居住地域の自治体で選挙人登録をした者。

#### 被選挙権
18歳以上のイギリス国籍を有する男女、および英連邦市民、アイルランド共和国市民で一定の欠格要件（刑務所に服役中など）に該当しない市民で、居住地域の自治体で選挙人登録をした者。

#### 有権者数
48,214,128

## 選挙活動

### 党派別立候補者数
| 党派   | 党派                                             | 党首                                          | 候補者数 | 前回 議席 | 解散 議席 |
| ------ | ------------------------------------------------ | --------------------------------------------- | -------- | --------- | --------- |
|        | 保守党                                           | リシ・スナク                                  | 635      | 365       | 344       |
|        | 労働党                                           | キア・スターマー                              | 583      | 176       | 179       |
|        | スコットランド国民党                             | ジョン・スウィニー                            | 57       | 48        | 43        |
|        | 協同組合党                                       | ジョー・フォーチュン                          | 48       | 26        | 26        |
|        | 自由民主党                                       | エド・デイヴィー                              | 630      | 11        | 15        |
|        | 民主統一党                                       | ジェフリー・ドナルドソン                      | 16       | 8         | 7         |
|        | シン・フェイン党                                 | メアリー・ルー・マクドナルド                  | 14       | 7         | 7         |
|        | プライド・カムリ                                 | リアーン・ウッド                              | 32       | 4         | 3         |
|        | 社会民主労働党                                   | コラム・イーストウッド                        | 18       | 2         | 2         |
|        | アルバ党                                         | アレックス・サモンド                          | 19       | －        | 2         |
|        | イングランド・ウェールズ緑の党                   | カーラ・デニエ/エイドリアン・ラムゼイ         | 574      | 1         | 1         |
|        | 北アイルランド同盟党                             | ナオミ・ロング                                | 18       | 1         | 1         |
|        | イギリス労働者党                                 | ジョージ・ギャロウェイ                        | 152      | －        | 1         |
|        | リフォームUK                                     | ナイジェル・ファラージ                        | 609      | 0         | 1         |
|        | 庶民院議長                                       | リンジー・ホイル                              | 1        | 1         | 1         |
|        | 無所属                                           | 無所属                                        | 459      | 0         | 17        |
|        | 社会民主党                                       | ウィリアム・クルーストン                      | 122      | 0         | 0         |
|        | スコットランド緑の党                             | パトリック・ハービー/ローナ・スレーター       | 44       | 0         | 0         |
|        | 遺産党                                           | デビッド・クルテン                            | 41       | 0         | 0         |
|        | 労働組合社会主義連合                             | デイブ・ネリスト                              | 40       | 0         | 0         |
|        | ヨークシャー党                                   | アンディ・ウォーカー                          | 27       | 0         | 0         |
|        | EU再加盟党                                       | ブレンダン・オドネリー                        | 26       | 0         | 0         |
|        | イギリス独立党                                   | ニール・ハミルトン                            | 24       | 0         | 0         |
|        | キリスト教人民同盟                               | シドニー・コードル                            | 22       | 0         | 0         |
|        | オフィシャル・モンスター・レイブン・ルーニー党   | ハウリング・ラウド・ホープ                    | 22       | 0         | 0         |
|        | アルスター統一党                                 | ダグ・ビーティー                              | 17       | 0         | 0         |
|        | 女性党                                           | ケリー・ジェイ・キーン・ミンシュル            | 16       | 0         | 0         |
|        | スコットランド家族党                             | リチャード・ルーカス                          | 16       | 0         | 0         |
|        | イングランド民主党                               | ロビン・ティルブルック                        | 15       | 0         | 0         |
|        | イギリス共産党                                   | ロバート・グリフィス                          | 14       | 0         | 0         |
|        | 伝統的統一の声                                   | ジム・アリスター                              | 14       | 0         | 0         |
|        | 気候党                                           | エドモンド・ジェメル                          | 13       | 0         | 0         |
|        | 自由党                                           | スティーブ・ラドフォード                      | 12       | 0         | 0         |
|        | 社会労働党                                       | ジム・マクデイド                              | 12       | 0         | 0         |
|        | 北アイルランド緑の党                             | マル・オハラ                                  | 11       | 0         | 0         |
|        | 団結                                             | ピーダル・トイビン                            | 10       | 0         | 0         |
|        | ハンプシャー独立党                               | アラン・ストーン                              | 10       | 0         | 0         |
|        | 民主自由同盟                                     |                                               | 9        | 0         | 0         |
|        | 自由同盟                                         |                                               | 5        | 0         | 0         |
|        | 無所属ネットワーク                               |                                               | 5        | 0         | 0         |
|        | 労働者革命党                                     | ジョシュア・オグンレイ                        | 5        | 0         | 0         |
|        | イギリス民主党                                   | ジェームズ・ルースウェイト                    | 4        | 0         | 0         |
|        | 動物福祉党                                       | ヴァネッサ・ハドソン                          | 4        | 0         | 0         |
|        | イギリス憲法党                                   | グラハム・ムーア                              | 4        | 0         | 0         |
|        | スコットランドリバタリアン党                     | タム・レアード                                | 4        | 0         | 0         |
|        | 真実と公正党                                     | ジーナ・ミラー                                | 4        | 0         | 0         |
|        | 女性の平等党                                     | マンドゥ・リード                              | 4        | 0         | 0         |
|        | ウェールズ議会廃止党                             | リチャード・スコルゼフスキ                    | 3        | 0         | 0         |
|        | 利益より人民                                     | （集団指導体制）                              | 3        | 0         | 0         |
|        | 緑の社会主義同盟                                 |                                               | 2        | 0         | 0         |
|        | イギリス連合党                                   | ジョン・ファーガソン                          | 2        | 0         | 0         |
|        | キリスト教徒党                                   | ジョージ・ハーグリーブス                      | 2        | 0         | 0         |
|        | 共産主義連盟                                     | （集団指導体制）                              | 2        | 0         | 0         |
|        | 幸福党                                           | ジェームズ・ミラー                            | 2        | 0         | 0         |
|        | スコットランド独立党                             | コレット・ウォーカー                          | 2        | 0         | 0         |
|        | リバタリアン党                                   | マーティン・デイ                              | 2        | 0         | 0         |
|        | リンカンシャー独立党                             | マリアンヌ・オーバートン                      | 2        | 0         | 0         |
|        | ワン・レスター                                   | リタ・パテル                                  | 2        | 0         | 0         |
|        | 平和党                                           | ジョン・モリス                                | 2        | 0         | 0         |
|        | スコットランド社会党                             | コリン・フォックス/ナタリー・リード           | 2        | 0         | 0         |
|        | 共有の地                                         | トーマス・ホール                              | 2        | 0         | 0         |
|        | 社会平等党                                       | クリス・マースデン                            | 2        | 0         | 0         |
|        | イギリス社会党                                   | （党首職なし）                                | 2        | 0         | 0         |
|        | 主権党                                           |                                               | 2        | 0         | 0         |
|        | 変換党                                           | アンワルル・カーン                            | 2        | 0         | 0         |
|        | ボルトUK                                         | リアンダー・オッツ                            | 2        | 0         | 0         |
|        | アッシュフィールド独立党                         | ヘレン・スミス                                | 1        | 0         | 0         |
|        | 青い革命党                                       | ロザリン・パーカー・リー                      | 1        | 0         | 0         |
|        | チェスターフィールド・北ダービーシャー独立党     | クリス・ストーン                              | 1        | 0         | 0         |
|        | コミュニティ間の労働代替案                       | オーウェン・マクラッケン                      | 1        | 0         | 0         |
|        | 共産主義の未来                                   | カトリオナ・ライランス                        | 1        | 0         | 0         |
|        | コンセンサス                                     | ジェームズ・ランズリー                        | 1        | 0         | 0         |
|        | ビンフェイス伯爵党                               | ビンフェイス伯爵                              | 1        | 0         | 0         |
|        | チョーリー民主党                                 | ベン・ホールデン・クラウザー                  | 1        | 0         | 0         |
|        | 公正投票党                                       | デビッド・アレン                              | 1        | 0         | 0         |
|        | 無所属連盟 (ケント)                              | ティム・ショウ                                | 1        | 0         | 0         |
|        | オックスフォード無所属同盟                       |                                               | 1        | 0         | 0         |
|        | 直接民主主義を求める無所属党                     |                                               | 1        | 0         | 0         |
|        | キングストン独立住民グループ                     | ジェームズ・ジャイルズ                        | 1        | 0         | 0         |
|        | リバプールコミュニティ独立党                     | アラン・ギボンズ                              | 1        | 0         | 0         |
|        | 国民健康行動党                                   | アラステア・フィッシャー/ヴェロニカ・ワグナー | 1        | 0         | 0         |
|        | 新しく開かれた非政治組織のリーダーシップ         |                                               | 1        | 0         | 0         |
|        | ニューハム独立党                                 |                                               | 1        | 0         | 0         |
|        | 北東党                                           | ブライアン・ムーア                            | 1        | 0         | 0         |
|        | ポーツマス独立党                                 | ジョージ・マジウィック                        | 1        | 0         | 0         |
|        | 推進党                                           | ニール・マケヴォイ                            | 1        | 0         | 0         |
|        | サイケデリック運動                               |                                               | 1        | 0         | 0         |
|        | クルーを第一に考える独立住民グループ             | ブライアン・シルベスター                      | 1        | 0         | 0         |
|        | 民主主義の再起動                                 |                                               | 1        | 0         | 0         |
|        | 今すぐ救ってください                             |                                               | 1        | 0         | 0         |
|        | 社会正義党                                       |                                               | 1        | 0         | 0         |
|        | 南デボン同盟                                     |                                               | 1        | 0         | 0         |
|        | ストックポートは緊縮財政に反対し、削減に反対する |                                               | 1        | 0         | 0         |
|        | スウェール独立党                                 | マイク・バルドック                            | 1        | 0         | 0         |
|        | 主導権を握る党                                   | ニコラ・ジンワリ                              | 1        | 0         | 0         |
|        | 大衆党                                           |                                               | 1        | 0         | 0         |
|        | 公益党                                           | ディック・ロジャース                          | 1        | 0         | 0         |
|        | マイターTW9                                      |                                               | 1        | 0         | 0         |
|        | イギリスヨルバ党                                 |                                               | 1        | 0         | 0         |
|        | イギリスの声                                     |                                               | 1        | 0         | 0         |
| 総計   | 総計                                             | 総計                                          | 4,515    | 650       | 650       |
| 出典： |                                                  |                                               |          |           |           |

## 正副首相候補

### 主要二大政党

#### 保守党
| 2024年イギリス総選挙の保守党候補 |                    |
| リシ・スナク                     | オリバー・ダウデン |
| 首相候補                         | 副首相候補         |
|                                  |                    |

#### 労働党
| 2024年イギリス総選挙の労働党候補 |                      |
| キア・スターマー                 | アンジェラ・レイナー |
| 首相候補                         | 副首相候補           |
|                                  |                      |

## 党派の動き

### 各党の公約
- 保守党（リシ・スナク党首）
  - 住宅購入支援の復活
  - 自営業者のための税務支援
  - 犯罪の厳罰化と警察官の増員
  - 違法移民のルワンダ移送
  - 低品質な学位を生み出す大学の閉鎖

- 労働党（キア・スターマー党首）
  - 労働者のための生産性向上とそのための投資
  - 80億ポンドの歳入増加策
  - 年間30万戸の住宅を建設
  - 2030年にガソリン車とディーゼル車の販売を禁止
  - 新たな国境警備隊の設立とルワンダ移送の廃止
  - 核とNATOへの絶対的な関与
  - NHSの予約枠を4万件増加
  - 在宅中心の介護
  - チケット転売業者への対策

- 自由民主党（エド・デーヴィー党首）
  - イングランドでの無料パーソナルケア
  - 開業医の増員と迅速な癌治療の実施
  - 公共支出の増加
  - ルワンダ移送の廃止
  - 2045年までのネットゼロ達成
  - 児童税額控除の人数制限と介護手当の改革

- リフォームUK（ナイジェル・ファラージ党首）
  - 必要でない移民の凍結
  - 中小企業への大幅な減税
  - 社会福祉に関する王立委員会設立
  - ネットゼロ目標の廃止
  - 学校での「トランスジェンダー思想」を禁止
  - 学費に対する減税
  - NHSに170億ポンドの追加予算を投じる
  - 欧州人権条約の離脱

## 選挙報道

2019年以降の次回イギリス総選挙に向けた世論調査（LOESS）
2024年5月22日以降の次回イギリス総選挙に向けた世論調査（LOESS）

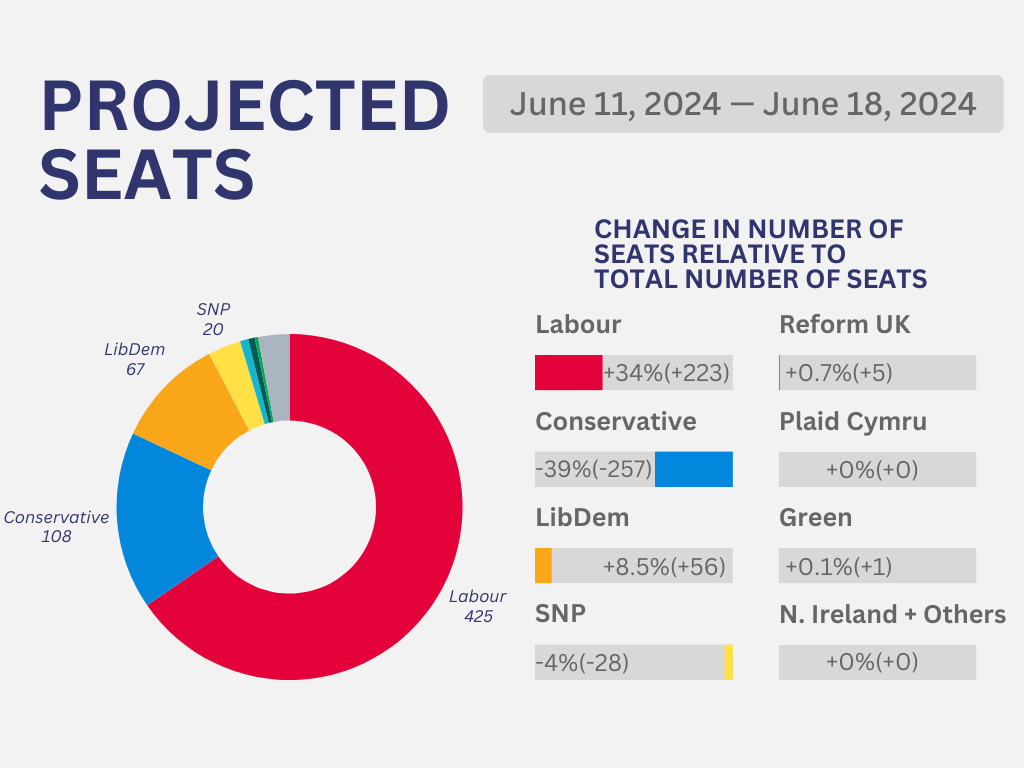
YouGovによる世論調査。推定議席は労働党425議席、保守108議席、自由民主党67議席、スコットランド国民党20議席、プライド・カムリ4議席、緑の党2議席、アイルランド及びその他19議席。

保守党の大敗と労働党の圧勝による政権交代が確実視されていた。メディアでは保守党が壊滅的敗北をするという見通しから、カナダ進歩保守党が選挙前議席の156議席から2議席へ激減し壊滅的敗北を喫した1993年カナダ総選挙と比較された。

### 世論調査
イギリスの市場調査会社YouGovの世論調査によると、労働党は1997年の総選挙を上回る425議席を獲得し圧勝、保守党は1906年の総選挙以来最悪の議席数である108議席にとどまる見通しである。また自由民主党は大幅に増やして67議席、スコットランド国民党は20議席、緑の党は2議席と予測されている。
また、6月7日から18日までに行われたデイリー・テレグラフによる世論調査では、労働党は516議席でイギリス史上最多議席を獲得して圧勝する見通しである一方、保守党はこれまでの最低記録である1906年の総選挙の131議席をさらに下回り53議席まで激減し、スナク首相も中部ノースヨークシャー州の自身の選挙区で敗れる可能性があるとされた。また自由民主党は50議席で保守党に3議席差まで迫ると予測された。
選挙当日にBBC・ITV・Sky Newsによって行われた出口調査によると、労働党が410議席、保守党が131議席、自由民主党は61議席、リフォームUKは13議席、スコットランド国民党は10議席、プライド・カムリは4議席、緑の党は2議席の見通しとなった。

## 選挙結果

### 概要
今回の投票率は60％で、今回より低かったのは、59％の2001年総選挙のみで、1885年以来の総選挙で2番目に低かった。

### 党派別獲得議席
| 党派別獲得議席 選挙区別獲得議席 |                                                  |                    |                    |                    |            |        |        |
| 党派                            | 党派                                             | 党派               | 獲得 議席          | 増減               | 得票数     | 得票率 | 改選前 |
| 与党                            | 与党                                             | 与党               | 121                | 223                | 6,828,925  | 23.70% | 365    |
|                                 |                                                  | 保守党             | 121                | 223                | 6,828,925  | 23.70% | 365    |
| 野党・無所属他                  | 野党・無所属他                                   | 野党・無所属他     | 529                | 223                | 21,979,727 | 76.30% | 285    |
|                                 |                                                  | 労働党             | 411                | 211                | 9,708,716  | 33.69% | 200    |
|                                 | 自由民主党                                       | 72                 | 064                | 3,519,143          | 12.22%     | 8      |        |
|                                 | スコットランド国民党                             | 9                  | 039                | 724,758            | 2.52%      | 48     |        |
|                                 | シン・フェイン党                                 | 7                  | 増減なし           | 194,811            | 0.68%      | 7      |        |
|                                 | リフォームUK                                     | 5                  | 005                | 4,117,610          | 14.29%     | 0      |        |
|                                 | 民主統一党                                       | 5                  | 003                | 172,058            | 00.60%     | 8      |        |
|                                 | イングランド・ウェールズ緑の党                   | 4                  | 003                | 1,842,436          | 6.39%      | 1      |        |
|                                 | プライド・カムリ                                 | 4                  | 002                | 194,811            | 0.68%      | 2      |        |
|                                 | 社会民主労働党                                   | 2                  | 増減なし           | 86,861             | 0.30%      | 2      |        |
|                                 | 北アイルランド同盟党                             | 1                  | 増減なし           | 117,191            | 0.41%      | 1      |        |
|                                 | アルスター統一党                                 | 1                  | 001                | 94,779             | 0.33%      | 0      |        |
|                                 | 伝統的統一の声                                   | 1                  | 001                | 48,685             | 0.17%      | 0      |        |
|                                 | 議長                                             | 1                  | 増減なし           | 25,238             | 0.09%      | 1      |        |
|                                 | 無所属                                           | 6                  | 011                | 564,095            | 1.96%      | 17     |        |
|                                 | イギリス労働者党                                 | 0                  | 001                | 210,252            | 0.73%      | 1      |        |
|                                 | スコットランド緑の党                             | 0                  | 増減なし           | 92,685             | 0.32%      | 0      |        |
|                                 | 社会民主党                                       | 0                  | 増減なし           | 33,811             | 0.12%      | 0      |        |
|                                 | ヨークシャー党                                   | 0                  | 増減なし           | 17,236             | 0,06%      | 0      |        |
|                                 | 無所属ネットワーク                               | 0                  | 増減なし           | 13,663             | 0.05%      | 0      |        |
|                                 | 労働組合社会主義連合                             | 0                  | 増減なし           | 12,901             | 0.04%      | 0      |        |
|                                 | アルバ党                                         | 0                  | 002                | 11,784             | 0.04%      | 2      |        |
|                                 | EU再加盟党                                       | 0                  | 増減なし           | 9,235              | 0.03%      | 新党   |        |
|                                 | 北アイルランド緑の党                             | 0                  | 増減なし           | 8,692              | 0.03%      | 0      |        |
|                                 | 利益より人民                                     | 0                  | 増減なし           | 8,438              | 0.03%      | 0      |        |
|                                 | 団結                                             | 0                  | 増減なし           | 7,466              | 0.03%      | 0      |        |
|                                 | ニューハム独立党                                 | 0                  | 増減なし           | 7,180              | 0.02%      | 新党   |        |
|                                 | 遺産党                                           | 0                  | 増減なし           | 6,597              | 0.02%      | 新党   |        |
|                                 | イギリス独立党                                   | 0                  | 増減なし           | 6,530              | 0.02%      | 0      |        |
|                                 | 自由党                                           | 0                  | 増減なし           | 6,375              | 0.02%      | 0      |        |
|                                 | アッシュフィールド独立党                         | 0                  | 増減なし           | 6,276              | 0.02%      | 0      |        |
|                                 | オフィシャル・モンスター・レイブン・ルーニー党   | 0                  | 増減なし           | 5,814              | 0.02%      | 0      |        |
|                                 | キリスト教人民同盟                               | 0                  | 増減なし           | 5,604              | 0.02%      | 0      |        |
|                                 | スコットランド家族党                             | 0                  | 増減なし           | 5,425              | 0.02%      | 0      |        |
|                                 | イングランド民主党                               | 0                  | 増減なし           | 5,182              | 0.02%      | 0      |        |
|                                 | 女性党                                           | 0                  | 増減なし           | 5,077              | 0.02%      | 新党   |        |
|                                 | リンカンシャー独立党                             | 0                  | 増減なし           | 4,277              | 0.01%      | 0      |        |
|                                 | ワン・レスター                                   | 0                  | 増減なし           | 4,008              | 0.01%      | 新党   |        |
|                                 | 社会労働党                                       | 0                  | 増減なし           | 3,609              | 0.01%      | 0      |        |
|                                 | リバプールコミュニティ独立党                     | 0                  | 増減なし           | 3,294              | 0.01%      | 新党   |        |
|                                 | スウェール独立党                                 | 0                  | 増減なし           | 3,238              | 0.01%      | 0      |        |
|                                 | ハンプシャー独立党                               | 0                  | 増減なし           | 2,872              | 0.01%      | 新党   |        |
|                                 | イギリス共産党                                   | 0                  | 増減なし           | 2,622              | 0.01%      | 0      |        |
|                                 | チョーリー民主党                                 | 0                  | 増減なし           | 2,424              | 0.01%      | 新党   |        |
|                                 | 独立オックスフォード同盟                         | 0                  | 増減なし           | 2,381              | 0.01%      | 新党   |        |
|                                 | 気候党                                           | 0                  | 増減なし           | 1,967              | 0.01%      | 新党   |        |
|                                 | 南デボン同盟                                     | 0                  | 増減なし           | 1,924              | 0.01%      | 新党   |        |
|                                 | イギリス民主党                                   | 0                  | 増減なし           | 1,860              | 0.01%      | 0      |        |
|                                 | 民主自由同盟                                     | 0                  | 増減なし           | 1,769              | 0.01%      | 新党   |        |
|                                 | 真実と公正党                                     | 0                  | 増減なし           | 1,695              | 0.01%      | 0      |        |
|                                 | 北東党                                           | 0                  | 増減なし           | 1,581              | 0.01%      | 0      |        |
|                                 | イギリス憲法党                                   | 0                  | 増減なし           | 1,563              | 0.01%      | 新党   |        |
|                                 | ウェールズ議会廃止党                             | 0                  | 増減なし           | 1,521              | 0.01%      | 0      |        |
|                                 | 動物福祉党                                       | 0                  | 増減なし           | 1,486              | 0.01%      | 0      |        |
|                                 | コンセンサス                                     | 0                  | 増減なし           | 1,289              | 0.00%      | 新党   |        |
|                                 | 女性の平等党                                     | 0                  | 増減なし           | 1,275              | 0.00%      | 0      |        |
|                                 | 労働者革命党                                     | 0                  | 増減なし           | 1,190              | 0.00%      | 0      |        |
|                                 | キングストン独立住民グループ                     | 0                  | 増減なし           | 1,177              | 0.00%      | 0      |        |
|                                 | 推進党                                           | 0                  | 増減なし           | 1,041              | 0.00%      | 新党   |        |
|                                 | スコットランド社会党                             | 0                  | 増減なし           | 1,007              | 0.00%      | 0      |        |
|                                 | 無所属連盟 (ケント)                              | 0                  | 増減なし           | 926                | 0.00%      | 新党   |        |
|                                 | 自由同盟                                         | 0                  | 増減なし           | 895                | 0.00%      | 新党   |        |
|                                 | キリスト教徒党                                   | 0                  | 増減なし           | 806                | 0.00%      | 0      |        |
|                                 | 幸福党                                           | 0                  | 増減なし           | 750                | 0.00%      | 新党   |        |
|                                 | ポーツマス独立党                                 | 0                  | 増減なし           | 733                | 0.00%      | 新党   |        |
|                                 | スコットランド独立党                             | 0                  | 増減なし           | 678                | 0.00%      | 新党   |        |
|                                 | 共有の地                                         | 0                  | 増減なし           | 664                | 0.00%      | 新党   |        |
|                                 | コミュニティ間の労働代替案                       | 0                  | 増減なし           | 624                | 0.00%      | 0      |        |
|                                 | イギリス連合党                                   | 0                  | 増減なし           | 614                | 0.00%      | 0      |        |
|                                 | 変換党                                           | 0                  | 増減なし           | 595                | 0.00%      | 新党   |        |
|                                 | クルーを第一に考える独立住民グループ             | 0                  | 増減なし           | 588                | 0.00%      | 0      |        |
|                                 | スコットランドリバタリアン党                     | 0                  | 増減なし           | 536                | 0.00%      | 0      |        |
|                                 | 平和党                                           | 0                  | 増減なし           | 531                | 0.00%      | 0      |        |
|                                 | 主導権を握る党                                   | 0                  | 増減なし           | 503                | 0.00%      | 0      |        |
|                                 | 青い革命党                                       | 0                  | 増減なし           | 397                | 0.00%      | 0      |        |
|                                 | 緑の社会主義同盟                                 | 0                  | 増減なし           | 378                | 0.00%      | 0      |        |
|                                 | チェスターフィールド・北ダービーシャー独立党     | 0                  | 増減なし           | 363                | 0.00%      | 0      |        |
|                                 | マイターTW9                                      | 0                  | 増減なし           | 349                | 0.00%      | 0      |        |
|                                 | ビンフェイス伯爵党                               | 0                  | 増減なし           | 308                | 0.00%      | 0      |        |
|                                 | 主権党                                           | 0                  | 増減なし           | 304                | 0.00%      | 0      |        |
|                                 | 社会正義党                                       | 0                  | 増減なし           | 285                | 0.00%      | 0      |        |
|                                 | ボルトUK                                         | 0                  | 増減なし           | 267                | 0.00%      | 0      |        |
|                                 | 民主主義の再起動                                 | 0                  | 増減なし           | 265                | 0.00%      | 0      |        |
|                                 | イギリスヨルバ党                                 | 0                  | 増減なし           | 261                | 0.00%      | 0      |        |
|                                 | 国民健康行動党                                   | 0                  | 増減なし           | 247                | 0.00%      | 0      |        |
|                                 | 公正投票党                                       | 0                  | 増減なし           | 240                | 0.00%      | 0      |        |
|                                 | 社会平等党                                       | 0                  | 増減なし           | 239                | 0.00%      | 0      |        |
|                                 | 共産主義連盟                                     | 0                  | 増減なし           | 230                | 0.00%      | 0      |        |
|                                 | 公益党                                           | 0                  | 増減なし           | 215                | 0.00%      | 0      |        |
|                                 | イギリス社会党                                   | 0                  | 増減なし           | 193                | 0.00%      | 0      |        |
|                                 | ストックポートは緊縮財政に反対し、削減に反対する | 0                  | 増減なし           | 193                | 0.00%      | 0      |        |
|                                 | 新しく開かれた非政治組織のリーダーシップ         | 0                  | 増減なし           | 186                | 0.00%      | 0      |        |
|                                 | 今すぐ救ってください                             | 0                  | 増減なし           | 170                | 0.00%      | 0      |        |
|                                 | イギリスの声                                     | 0                  | 増減なし           | 150                | 0.00%      | 0      |        |
|                                 | 共産主義の未来                                   | 0                  | 増減なし           | 131                | 0.00%      | 0      |        |
|                                 | リバタリアン党                                   | 0                  | 増減なし           | 113                | 0.00%      | 0      |        |
|                                 | サイケデリック運動                               | 0                  | 増減なし           | 99                 | 0.00%      | 0      |        |
|                                 | 大衆党                                           | 0                  | 増減なし           | 91                 | 0.00%      | 0      |        |
|                                 | 直接民主主義を求める無所属党                     | 0                  | 増減なし           | 45                 | 0.00%      | 0      |        |
| 総計                            | 総計                                             | 総計               | 650                | 増減なし           | 28,808,652 | 100.0% | 650    |
| 有効票数（有効率）              | 有効票数（有効率）                               | 有効票数（有効率） | 有効票数（有効率） | 有効票数（有効率） | 28,808,652 | 99.60% |        |
| 無効票数（無効率）              | 無効票数（無効率）                               | 無効票数（無効率） | 無効票数（無効率） | 無効票数（無効率） | 116,063    | 0.40%  |        |
| 投票者数（投票率）              | 投票者数（投票率）                               | 投票者数（投票率） | 投票者数（投票率） | 投票者数（投票率） | 28,924,725 | 60.00% |        |
| 棄権者数（棄権率）              | 棄権者数（棄権率）                               | 棄権者数（棄権率） | 棄権者数（棄権率） | 棄権者数（棄権率） | 19,283,782 | 40.00% |        |
| 有権者数                        | 有権者数                                         | 有権者数           | 有権者数           | 有権者数           | 48,208,507 | 100.0% |        |
| 出典：                          |                                                  |                    |                    |                    |            |        |        |

### 地域別当選者数
| 地域別獲得議席 イングランド スコットランド ウェールズ 北アイルランド |      |     |     |    |     |     |     |    |    |     |        |
| 地域                                                                 | 定数 |     |     |    |     |     |     |    |    |     |        |
| 地域                                                                 | 定数 | LAB | CON | LD | SNP | REF | GRN | PC | SF | DUP | 諸・無 |
| イースト・オブ・イングランド                                         | 61   | 27  | 23  | 7  | －  | 3   | 1   | － | － | －  | 0      |
| イースト・ミッドランズ                                               | 47   | 29  | 15  | 0  | －  | 2   | 0   | － | － | －  | 1      |
| グレーター・ロンドン                                                 | 75   | 59  | 9   | 6  | －  | 0   | 0   | － | － | －  | 1      |
| ノース・イースト・イングランド                                       | 27   | 26  | 1   | 0  | －  | 0   | 0   | － | － | －  | 0      |
| ノース・ウェスト・イングランド                                       | 73   | 65  | 3   | 3  | －  | 0   | 0   | － | － | －  | 2      |
| サウス・イースト・イングランド                                       | 91   | 36  | 30  | 24 | －  | 0   | 1   | － | － | －  | 0      |
| サウス・ウェスト・イングランド                                       | 58   | 24  | 11  | 22 | －  | 0   | 1   | － | － | －  | 0      |
| ウェスト・ミッドランズ                                               | 57   | 38  | 15  | 2  | －  | 0   | 1   | － | － | －  | 1      |
| ヨークシャー・アンド・ザ・ハンバー                                   | 54   | 43  | 9   | 1  | －  | 0   | 0   | － | － | －  | 1      |
| スコットランド                                                       | 57   | 37  | 5   | 6  | 9   | 0   | －  | － | － | －  | 0      |
| ウェールズ                                                           | 32   | 27  | 0   | 1  | －  | 0   | 0   | 4  | － | －  | 0      |
| 北アイルランド                                                       | 18   | －  | 0   | － | －  | －  | －  | － | 7  | 5   | 6      |
| 総計                                                                 | 650  | 411 | 121 | 72 | 9   | 5   | 4   | 4  | 7  | 5   | 12     |

小選挙区の等面積換算図
各選挙区の次点（第2位）得票一覧

### 各党の動き

#### 保守党
2010年の総選挙で政権を獲得して以来14年にわたって政権の座にあった与党・保守党は251議席を失い、これまでの最低記録である1906年の156議席を大幅に下回る121議席にとどまり、党創設以来最低の議席数、前身であるトーリー党を含めても1700年代以降で最悪の結果となる歴史的惨敗となった。この結果を受け、スナク党首は責任を取るとして辞任を表明し、その後、チャールズ国王に首相辞任の意向を伝えるためバッキンガム宮殿へ向かった。この保守党の大敗は、新型コロナウイルスのパンデミックが始まった2020年に、政府自らが複数人の集会を禁止したロックダウン期間中であるにも関わらず、首相官邸などでパーティーが繰り返し開かれていた、いわゆる「パーティーゲート」や保守党関係者による問題行動、自由民主党の復活、右派のナイジェル・ファラージ氏率いるリフォームUKが保守票を分散させたことなどが影響したとみられている。
また、ペニー・モーダント枢密院議長、グラント・シャップス国防相、アレックス・チョーク法務相、リアム・フォックス保守党議長、ジョニー・マーサー退役軍人問題担当相、ジリアン・キーガン教育相、マーク・ハーパー運輸相など史上最多の11閣僚が議席を失った。また、リズ・トラス前首相がサウスウェスト及びノーフォークの選挙区で労働党候補に630票差で敗れたほか、ジェイコブ・リース＝モッグなどの著名な議員も議席を失うなど、現職閣僚や元首相らが相次いで落選した。
首相であったスナク党首は、選挙前の報道で初の現職落選か、とも囁かれたものの、イングランド北部ヨークシャーのリッチモンドおよびノースアラトン選挙区で、次点の労働党候補に1万2185票差で再選を果たした。
今回、保守党はイスラム教徒の住民が多い選挙区では、得票率が12ポイント減の約13％であった。これは、ガザ地区での戦争に対する政策をめぐり、保守党政権の姿勢を批判する無所属候補が出馬した選挙区で、議席を落としたことによるものである。

#### 労働党
前回総選挙で大敗を喫した労働党は、一転して211議席増やして1997年の総選挙以来となる地滑り的勝利を収め、キア・スターマー党首が勝利宣言を行なった。この選挙で単独で過半数に到達し、労働党の首相は2010年に退任したゴードン・ブラウン氏以来14年ぶりの政権交代を果たした。キア・スターマー党首はこの選挙結果を受け、5日午後、バッキンガム宮殿を訪問しチャールズ国王に謁見、国王より組閣を要請され、正式に新首相に就任した。
労働党の過半数の発表を受け、労働党による住宅建設を見越し、英国株が上昇、ポンドもそれにつられる形で上昇した。英国株の内、住宅株が2.3%上昇した。
バッキンガム宮殿から戻り、首相官邸のあるダウニング街に入ったスターマー新首相は、初めて首相として首相官邸前で国民に向けて演説した。演説でキア・スターマー首相は「皆さんが労働党に投票したかどうかにかかわらず、むしろ特にそうしなかった皆さんに、直接申し上げます。私の政権は、あなたのために働きます」と約束したほか、「やるべきことが大量にあるので、今から仕事に取りかかる」と新政権の意気込みを語った。その後、首相官邸に戻ったキア・スターマー首相は次の会合に向け準備を始めた。今回の組閣で、女性初の財務相が誕生した。
今回、労働党はイスラム教徒の住民が多い選挙区では、得票率が約23ポイント減の39％となり、ガザ地区での戦争に対する政策をめぐり、労働党の姿勢を批判する無所属候補が出馬した選挙区で、労働党が議席を落としたことによるものである。
キア・スターマー首相は5日の就任と組閣を経て、6日に初閣議を開いた。新政権としての仕事に取り掛かった。初閣議のため首相官邸に入った新たに保健・社会福祉担当相に就任したウェス・ストリーティングは記者に対し、「すぐさま仕事を始める」と発言した。保健相はすでに、公的医療の国民保健サービス（NHS）について、NHSは資金・人手不足などが原因で、診察待ちの長期化が深刻化しており、「今日から保健省は、NHSが壊れているという前提で動く」と表明している。閣議に臨んだブリジット・フィリップソン新教育相も同様に、新政府には「ただちにやるべきことがたくさんある」のだと記者に話した。そのほか、デイヴィッド・ラミー新外相は閣議後早々に初の外国訪問に臨み、ドイツを訪れた。
さらに、スターマー首相は、閣議後に首相として初めての記者会見を開き、保守党政権が進めていた不法入国者をルワンダへ移送する計画について、廃止することを宣言した。保守党政権中も国内でさまざまな異論のあったルワンダ移送計画について、スターマー首相は「完全におしまい」だと表明。そもそも、小型ボートでイギリスを目指す移民の「1％未満」しか移送対象にならない仕組みだったため、「抑止効果がなかった」と記者に話した。この計画に基づいて、元々、リシ・スーナク前首相は7月初めにもルワンダ移送を開始すると表明しており、イギリス政府は4月末から、亡命申請中の不法入国者を拘束していた。保守党政権下の内務省は、拘束した人数を公表していなかったものの、BBCの取材によってその人数が220人に上っていたことが分かった。

#### 自由民主党
前回の総選挙で10議席減らした自由民主党は、主にイングランド南部で保守党から多くの議席を奪還し選挙前から大きく議席を回復、結党以来最多となる72議席を獲得した。

#### スコットランド国民党
SNPはスコットランドの57議席のうち48議席を保持していたが、特に人口の多いセントラル・ベルトを中心に36議席を労働党に奪われ2010年以降最も少ない9議席に留まった。ニコラ・スタージョン元党首は、出口調査による議席予測の結果を受けて、「SNPにとって良い夜ではない」と述べた。

#### リフォームUK
リフォームUKは保守党が惨敗を喫する中で初めて当選者を出した。また、党首のナイジェル・ファラージは8度目の挑戦で初めてクラクトン選挙区で勝利し、「観光客」と「個人投資」を呼び込むと抱負を語った。なお、リフォームUKが獲得した議席は全て保守党が保持していた議席であった。

#### 緑の党
緑の党は選挙前から3議席増やして過去最多の4議席を得た。発足する見通しの労働党政権に対しては、「より大胆に、より勇敢に、より野心的に」なるよう要求した。

#### 無所属
労働党の前党首のジェレミー・コービンは、1983年以来、ロンドン北部イズリントン・ノース選挙区から連続当選し、今回は無所属で立候補し当選した。コービン前党首は党首時代、労働党内で反ユダヤ主義的な言動があったとして、2020年10月に党員資格を停止され、今年5月に労働党から除名されていた。

## 各国の反応

### フランス
7月5日、フランスのマクロン大統領はX（旧：Twitter）で新たに就任したスターマーに祝意を伝えた。また、「今後も英国とは、欧州の平和と安全保障、気候やAIに関する二国間協力で協力していく」とも発言した。

### 日本
7月5日、外務省は岸田文雄首相が、新しく英国の首相に就任したスターマーに祝意をあらわす書簡を出したと発表した。その書簡の中で「『自由で開かれたインド太平洋』の実現や、法の支配に基づく自由で開かれた国際秩序の維持・強化に向け、連携を強化していきたい」とした他、「価値と原則を共有する日本と英国のパートナーシップは、かつてなく強固となっている」と指摘した。「主要7カ国（G7）や国際社会の諸課題への対応において連携していきたい」と伝えたという。
翌日には日英首脳電話会談が行われ、岸田首相よりスターマーの首相就任への祝意を伝え、「日英のパートナーシップは、かつてなく緊密かつ強固であり、スターマー首相と日英関係を一層強化し、法の支配に基づく自由で開かれた国際秩序の維持・強化のため緊密に連携したい」旨を述べ、天皇皇后の英国訪問に際しての英国の心温まる歓迎に対し謝意を述べた。これに対しスターマーからは、「天皇皇后両陛下への御挨拶の機会を頂戴したことは光栄なことであり、岸田総理と、日英関係を一層緊密にしていきたい旨の発言があった」と外務省は発表した。そのほか、両首脳は、欧州・大西洋地域とインド太平洋地域の安全保障は不可分であり、日英で緊密に連携していくことで一致し、グローバル戦闘航空プログラム（GCAP）を始めとする日英間の協力を引き続き進めて行くことを確認した。また、G7での連携のほかに、ウクライナ情勢、中東情勢及び東アジア情勢といった地域情勢や、様々なグローバル課題について意見交換を行い、連携していくことを確認した。

### アメリカ合衆国
7月5日、ホワイトハウスは労働党が総選挙で勝利を収めたことを受け、ジョー・バイデン大統領がスターマーに電話で祝辞を述べたと発表し、ダウニング街がその様子を公開した。この電話の中で、バイデン大統領は「とてつもない勝利だ」と祝福した。これに対し、スターマーは感謝の意を述べ、「長い一昼夜で、私は内閣の任命に忙殺されました」と答えた。そのほかにも、両首脳は、英米間の「特別な関係」についても話し合い、スターマーは「これは我々の防衛、安全保障、そして繁栄の基盤である」と発言し、バイデン大統領は、ロシアによるウクライナ侵攻への対抗策と支援、ベルファスト合意など、さまざまな重要な問題でスターマー首相と緊密に協力することを楽しみにしていると述べた。
ホワイトハウスは声明で、「両首脳は、両国の特別な関係と、世界中の自由と民主主義を支援するために協力することの重要性を再確認した」とし、バイデン大統領は来週の開かれる、同盟75周年を祝うNATO首脳会議のためにスターマーをワシントンに迎えることを楽しみにしているという。

### ウクライナ
7月6日の記者会見でスターマーは、5日にウクライナのゼレンスキー大統領と電話で会談し、防衛援助の提供を「揺ぎなく」継続すると約束したことを明らかにした。

### オーストラリア
7月6日の午前、アルバニージー首相との電話会談で、気候変動や経済成長などについて話し合ったほか、英・豪・米のパートナーシップ強化や、今年後半にサモアで開かれる英連邦首脳会議について話したという。

### インド
7月6日の午前、インドのモディ首相との電話会談を行い、防衛、新興技術、自由貿易協定締結の可能性などについて話し合ったとしている。